# Interpretatio Graeca
Unter Interpretatio Graeca (lateinisch für „griechische Übersetzung“) versteht man die Angewohnheit antiker griechischer Autoren, ihnen unbekannte Gottheiten nichtgriechischer Kulturen mit griechischen Göttern gleichzusetzen und sie entsprechend zu benennen.
Bei dem griechischen Historiker Herodot finden sich zahllose Beispiele für dieses Verfahren (Historien; 2,42 ff.):
| Nichtgriechische Gottheit | Griechische Gottheit |
| ------------------------- | -------------------- |
| Amun (ägyptisch)          | Zeus                 |
| Osiris (ägyptisch)        | Dionysos             |
| Horus(ägyptisch)          | Apollon              |
| Thot (ägyptisch)          | Hermes               |
| Isis (ägyptisch)          | Aphrodite            |
| Melkart (phönizisch)      | Herakles             |
| …                         | …                    |

Herodot nennt ägyptische Gottheiten meistens nur bei ihrem griechischen Namen. In den meisten Fällen, wo er ihre ägyptischen Namen nennt, stellt er den griechischen Namen bei. Dasselbe Phänomen lässt sich auch bei anderen griechischen Autoren beobachten. Nach Auffassung von Herodot kamen nicht nur die meisten griechischen Götter, sondern sogar ihre Namen ursprünglich aus Ägypten (so Historien; 2, 50). Ganz anders Platon. Er verwendet ausschließlich die ägyptischen Originalnamen. In dem einzigen Fall, wo er den griechischen Namen beistellt, legt er diese Gleichsetzung den Ägyptern selbst in den Mund.
In der Interpretatio Graeca manifestiert sich zunehmend griechisches Überlegenheitsgefühl gegenüber den Barbaren: Die Mythologien nichtgriechischer Völker werden der griechischen Vorstellungswelt einverleibt; was jedoch als nicht integrierbar erscheint, wird oft als bizarr dargestellt. Die Interpretatio Graeca drückt aber auch aus, dass nach Vorstellung der Griechen für die ganze Welt eben dieselben Götter gelten. Römische Autoren sind mit nichtrömischen, insbesondere griechischen Gottheiten entsprechend verfahren (Interpretatio Romana). Dasselbe gilt mit Einschränkungen für die gallischen Kelten mit der Interpretatio Celtica.
In der Zeit des Hellenismus, als Ägypten von der griechischen Dynastie der Ptolemäer beherrscht wurde, wurde die Interpretatio Graeca Realität, indem die Götter der dortigen Tempel neben ihrem traditionellen ägyptischen Namen oft auch mit dem Namen des griechischen Pendants angesprochen wurden.